# Engenheiro Beltrão
Engenheiro Beltrão là một đô thị thuộc bang Paraná, Brasil. Đô thị này có diện tích 467,257 km², dân số năm 2007 là 14273 người, mật độ 26,1 người/km².